# Carsten Vauth
Carsten Vauth (* 14. Juli 1980 in Rinteln, Landkreis Schaumburg) ist ein deutscher Filmregisseur, Produzent und Drehbuchautor.

## Leben
Vauth wuchs in Porta Westfalica auf und drehte erste Kurzfilme als Schüler. Nach dem Abitur studierte er Film- und Fernsehwirtschaft an der Werbe- und Medienakademie WAM in Dortmund. Das Studium schloss er mit Diplom ab und gründete danach zusammen mit Studienfreund Ruben Silberling die unabhängige Produktionsfirma BigBear Film GbR in Bückeburg. Im Jahr 2009 drehte er den Kurzfilm On Air. 2012 begann dann die Produktion seines ersten Spielfilms Radio Silence – Der Tod hört mit, der eine Langfassung von On Air ist. Der Film feierte seine Premiere auf dem Screamfest in Los Angeles. Die Deutschlandpremiere fand im Rahmen der Genrenale statt. Seit 2013 lebt und arbeitet er in Berlin.

## Auszeichnungen
- 2010: Gewinner des Shocking Shorts Awards im Rahmen des Filmfests München für On Air

## Filmografie (Auswahl)
- 2007: NullZwoDreiEins, Kurzfilm, Abschlussarbeit
- 2010: On Air
- 2012: Radio Silence – Der Tod hört mit
- 2022: X-Factor: Das Unfassbare (Drehbuch)
- 2023: Manta Manta – Zwoter Teil (Drehbuch)